# Spaced Out Bunny

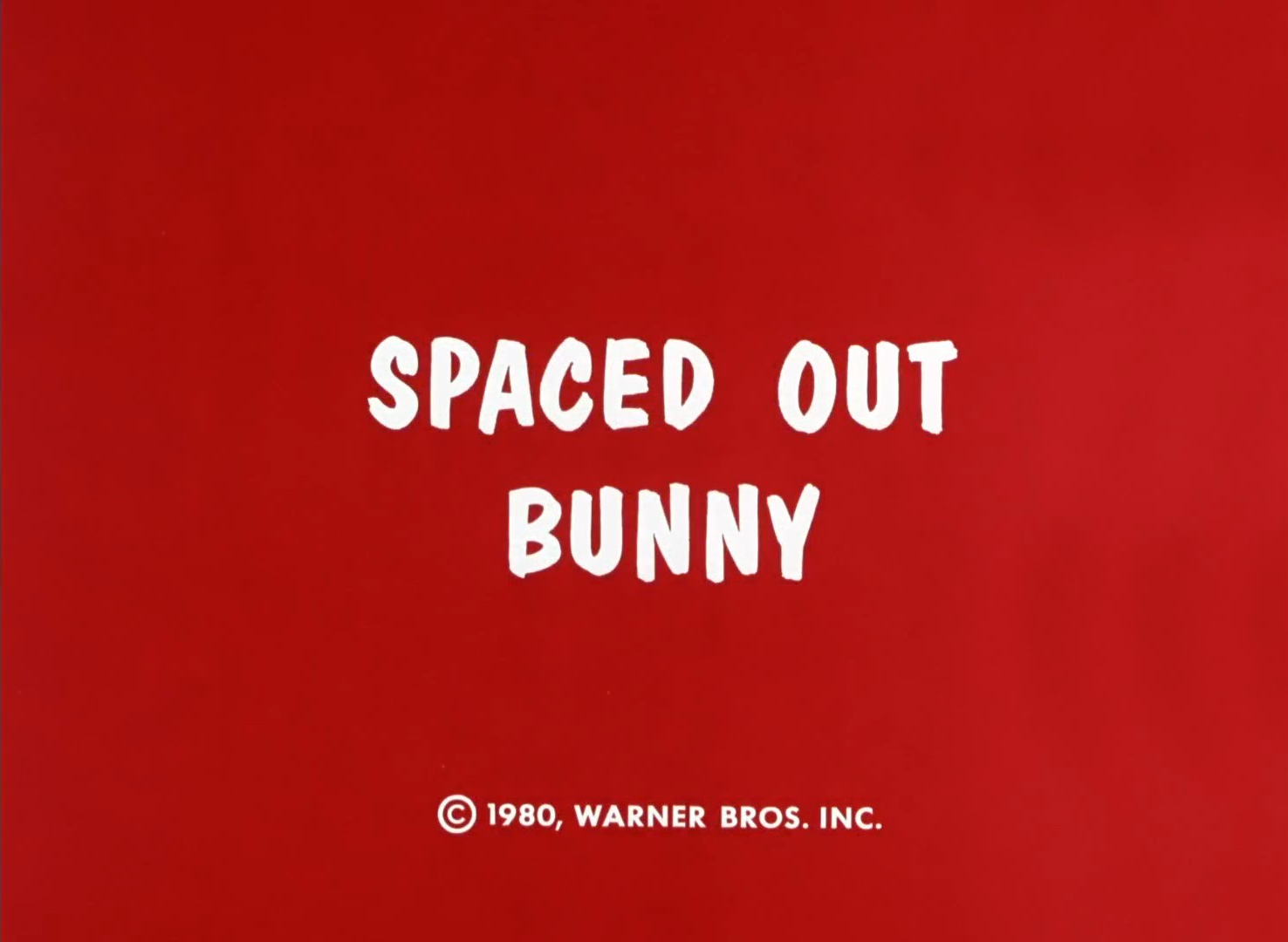
Capture d'écran.

Spaced Out Bunny est un cartoon, réalisé par Chuck Jones et Phil Monroe et sorti en 1980, qui met en scène Bugs Bunny, Marvin le martien et Hugo l’Abominable homme des neiges.